# Samuel C. Pomeroy

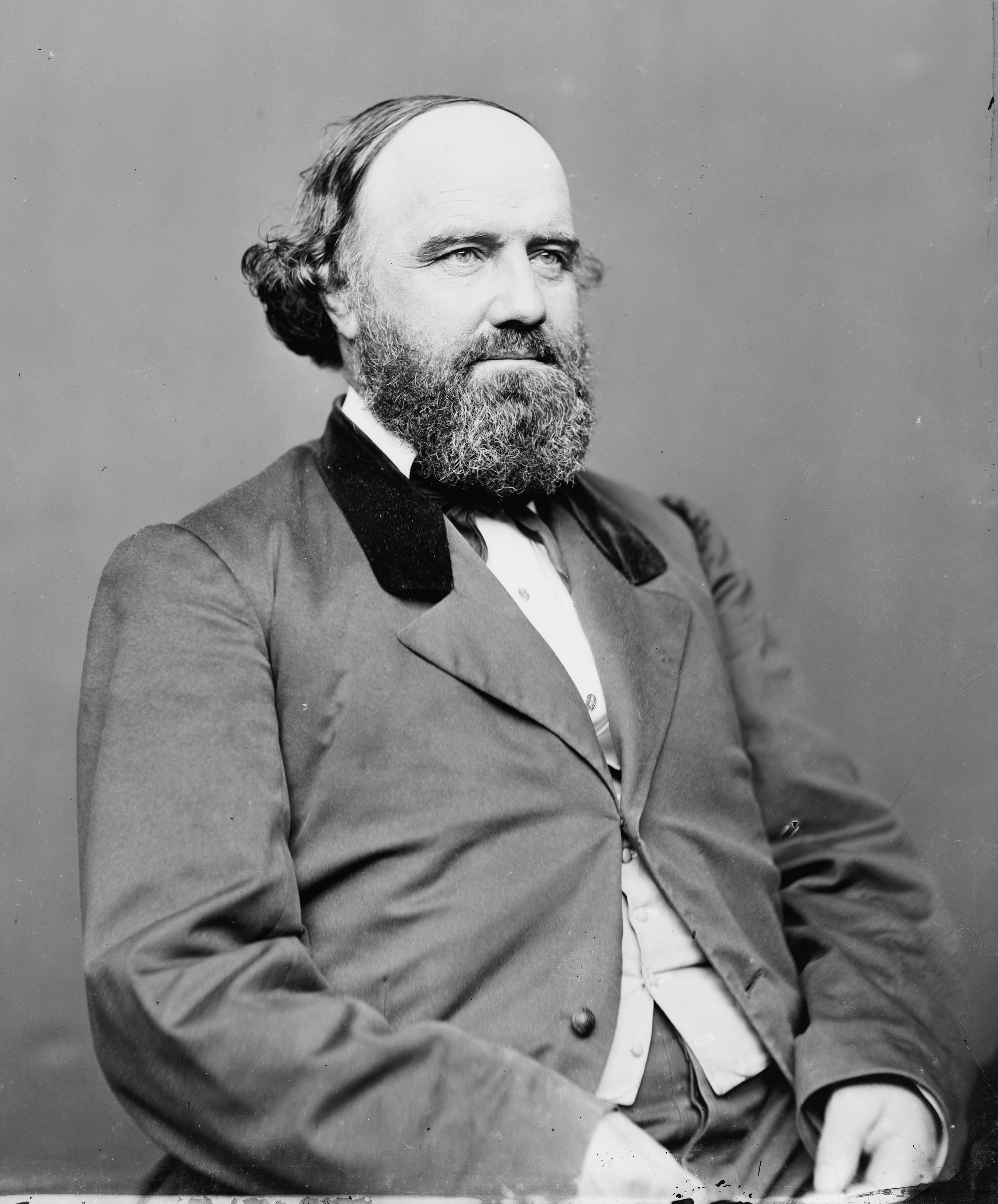
Samuel C. Pomeroy

Samuel Clarke Pomeroy, född 3 januari 1816 i Southampton, Massachusetts, död 27 augusti 1891 i Worcester County, Massachusetts, var en amerikansk republikansk politiker. Han representerade delstaten Kansas i USA:s senat 1861–1873. Han var dessutom verkställande direktör för Atchison, Topeka and Santa Fe Railway 1863–1868.
Pomeroy studerade vid Amherst College 1836–1838. Han flyttade 1854 till Kansasterritoriet. Han var borgmästare i Atchison 1858–1859.
Kansas blev 1861 USA:s 34:e delstat och till de två första senatorerna valdes Pomeroy samt James H. Lane. Efter två mandatperioder i senaten ställde Pomeroy upp för omval i senatsvalet 1873. Han blev anklagad för att ha mutat en ledamot av Kansas lagstiftande församling i syfte att säkerställa sitt omval. Republikanerna i Kansas nominerade John James Ingalls i stället för Pomeroy som bedyrade att hela skandalen var en komplott med avsikt att förhindra hans återval. Pomeroy efterträddes av Ingalls i mars 1873. Senatens specialutskott undersökte skandalen men Pomeroy fick inget åtal i fallet. Senator Allen G. Thurman var av annan åsikt men lät bli att föra saken vidare.